# Cairo (Missouri)
Cairo – wieś w Stanach Zjednoczonych, w stanie Missouri, w hrabstwie Randolph.